# Durango (stat)
 For alternative betydninger, se Durango. (Se også artikler, som begynder med Durango)
Durango er en delstat i Mexico. Arealet er 119.648 km² og det anslåede indbyggertal i 2003 var 1.450.000. Hovedstaden af samme navn, Durango, kaldes også Victoria de Durango. Andre større byer i delstaten er Gómez Palacio og Lerdo. ISO 3166-2-koden er MX-DUR.
- Wikimedia Commons har flere filer relateret til Durango (stat)

1. ↑  www.inegi.org.mx (fra Wikidata).